# Josef Almogi
Josef Aharon Almogi (hebr.:  יוסף אהרון אלמוגי, ang.: Joseph Aharon Almogi, ur. 5 maja 1910 w Hrubieszowie, zm. 2 listopada 1991) – izraelski polityk, w latach 1955–1977 poseł do Knesetu, w latach 1962–1965 minister budownictwa oraz minister rozwoju, w latach 1968–1974 minister pracy.
W wyborach parlamentarnych w 1955 po raz pierwszy dostał się do izraelskiego parlamentu. Zasiadał w Knesetach III, IV, V, VI, VII i VIII kadencji. W latach 1975–1978 dyrektor generalny Agencji Żydowskiej.

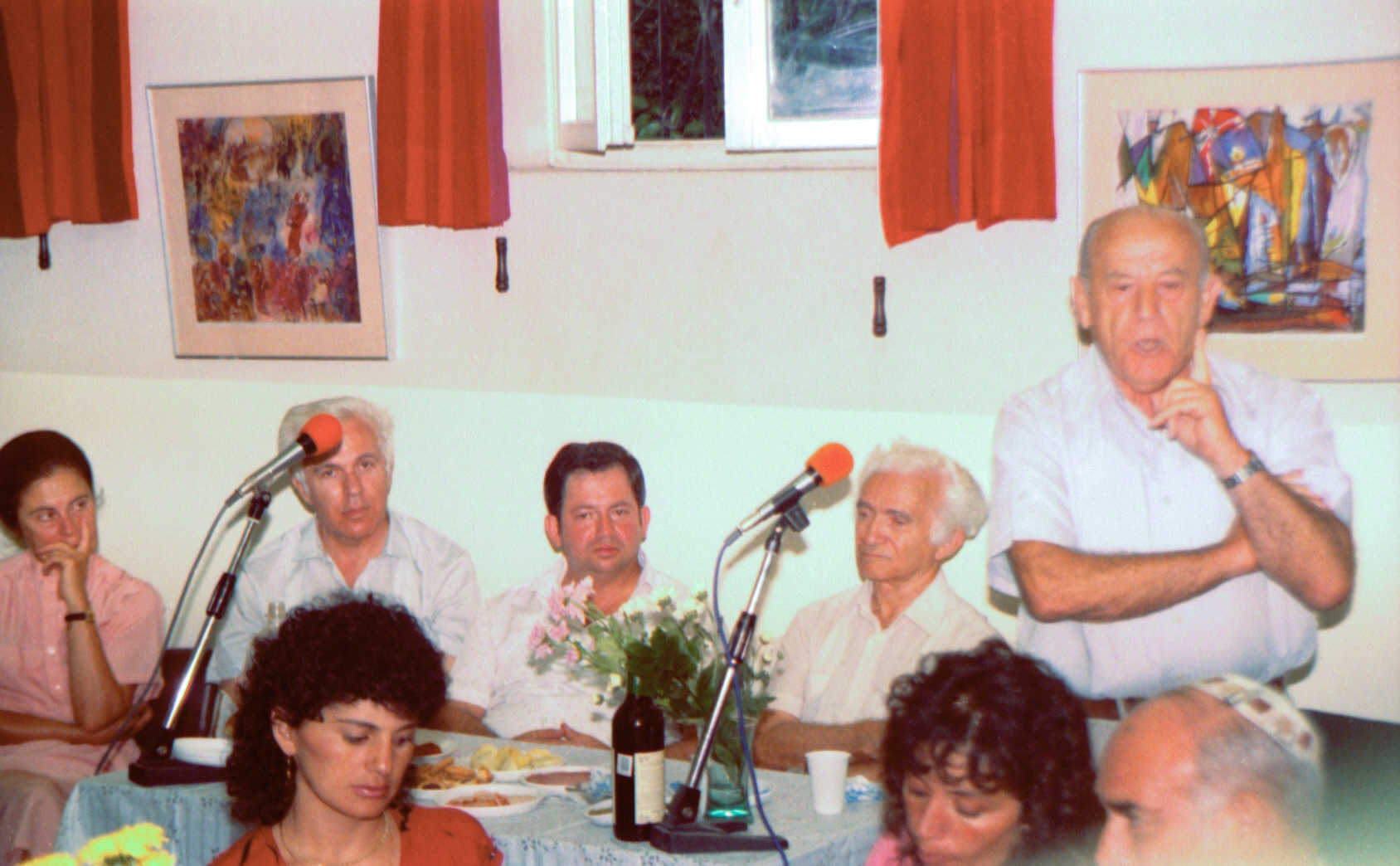
Ora Namir, Baruch Halkaj, Jechi’el Leket, Zalman Chen i Josef Almogi (ok. 1980)